# Zoo di Eberswalde

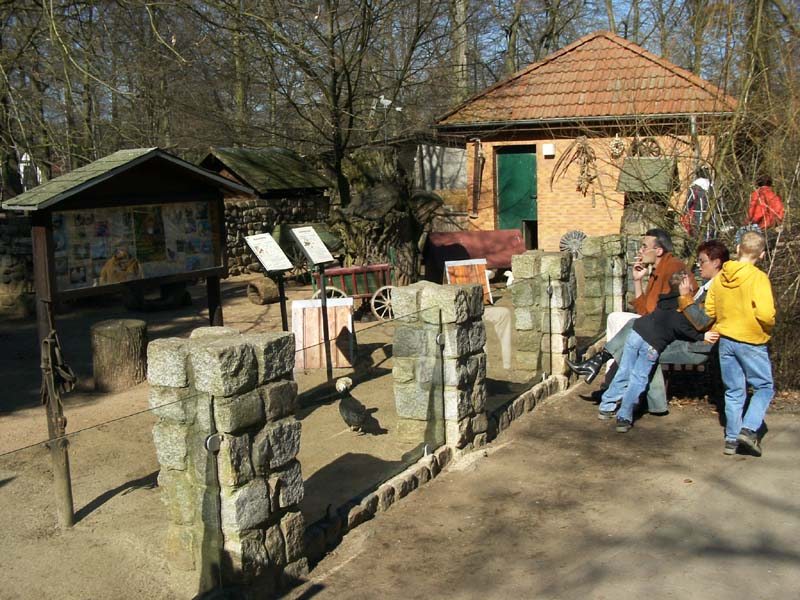

Lo Zoologischer Garten Eberswalde, precedentemente noto come Tierpark Eberswalde, è un giardino zoologico nella zona a sud della città di Eberswalde, nello stato federale del Brandeburgo in Germania. La fondazione risale al 1958 e l'area coperta raggiunge i 20 ettari. Le origini dell'area risalgono al 1928, quando fu creato un parco per animali autoctoni. Trasformata in ristorante, l'area fu distrutta durante la seconda guerra mondiale.
Lo zoo ospita 1400 animali di 140 specie diverse, è il secondo più grande del suo Land e nel 2005 ha raggiunto i 280000 visitatori.
Si trova in una zona boscosa 40 km a nordovest di Berlino e ospita tra gli altri, anche animali esotici come tigri, ghepardi, pappagalli, cammelli, fenicotteri, canguri e scimmie. Una zona dedicata ai leoni viene attraversata dai visitatori, protetti da pesanti vetrate. Orsi e lupi condividono la stessa area.

## Galleria d'immagini

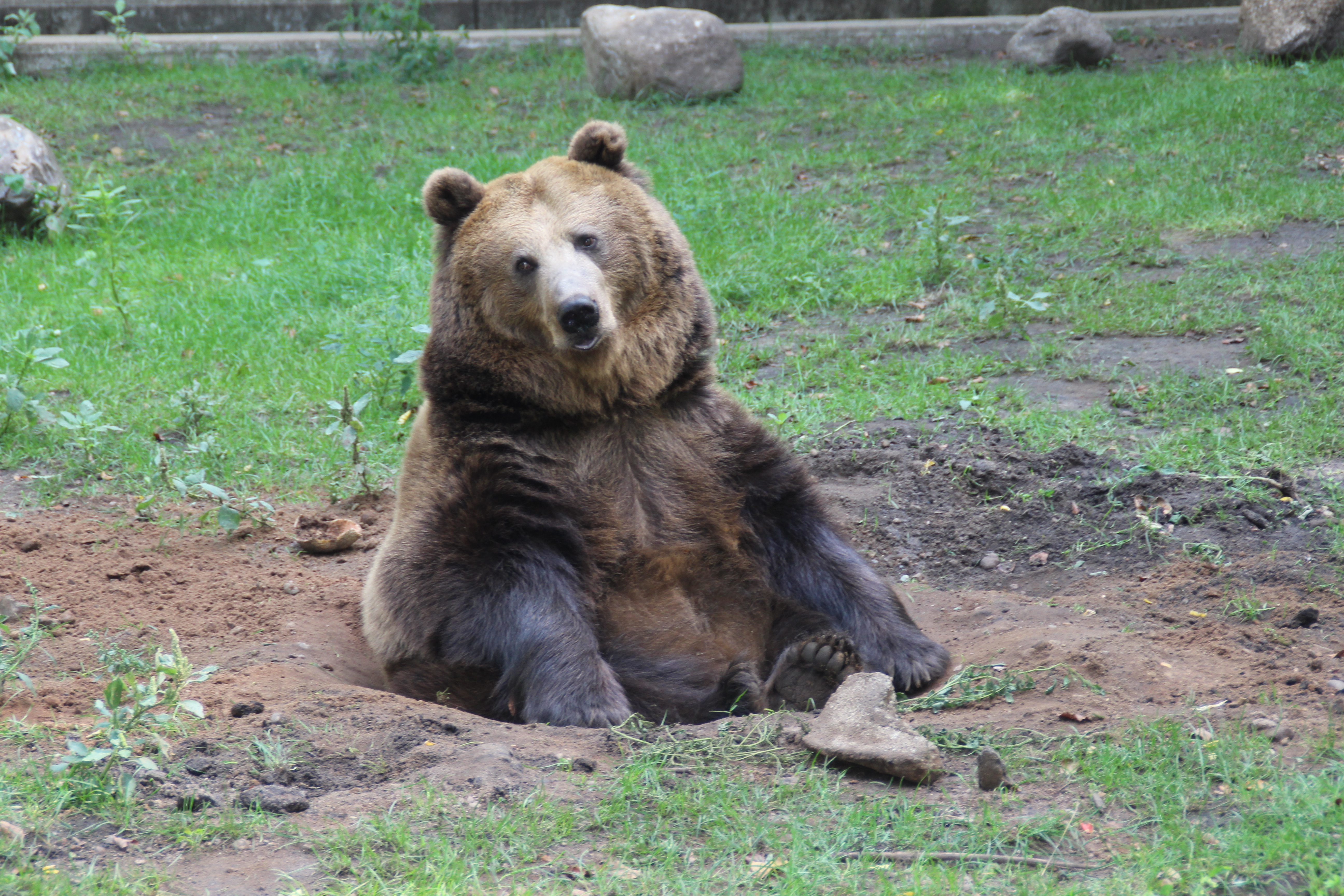
Orsi bruni
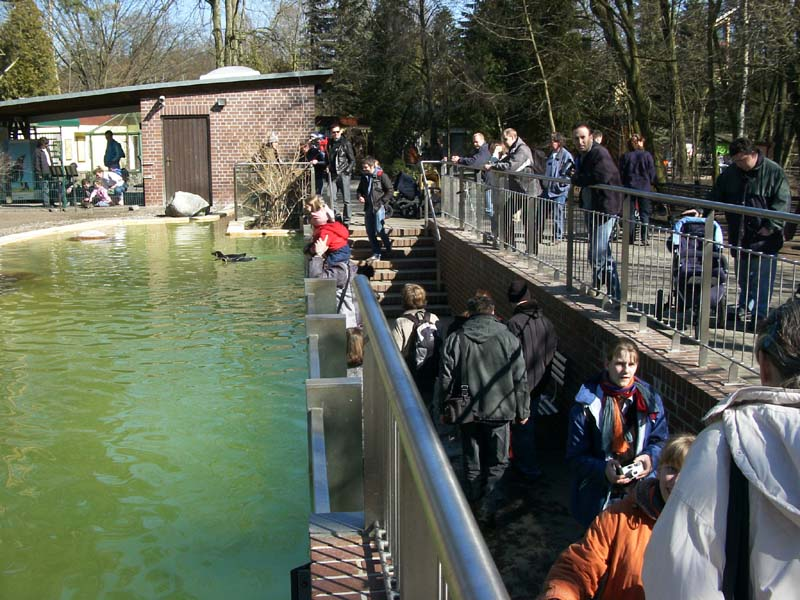
Vasca dei pinguini
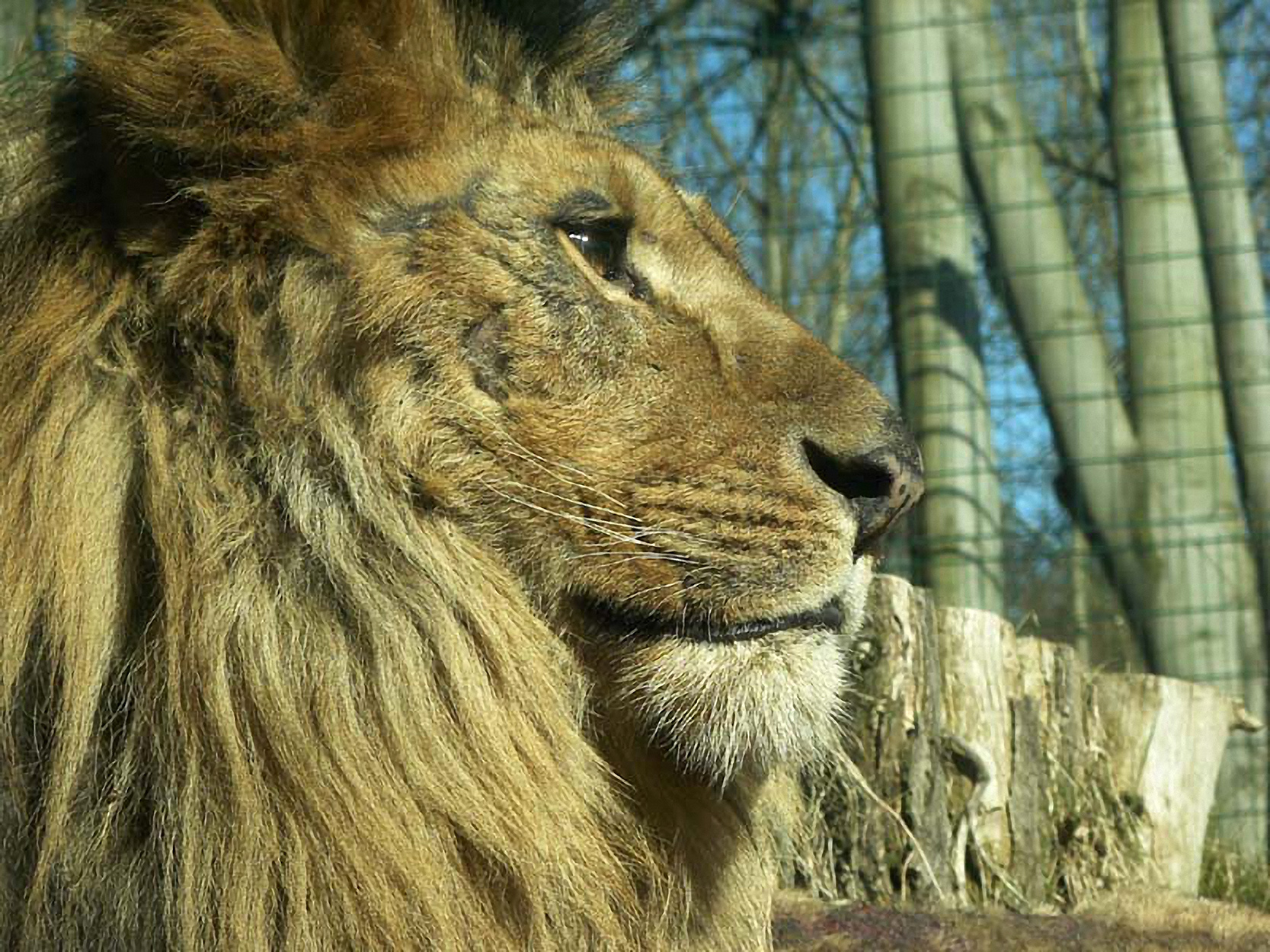
Area dei leoni
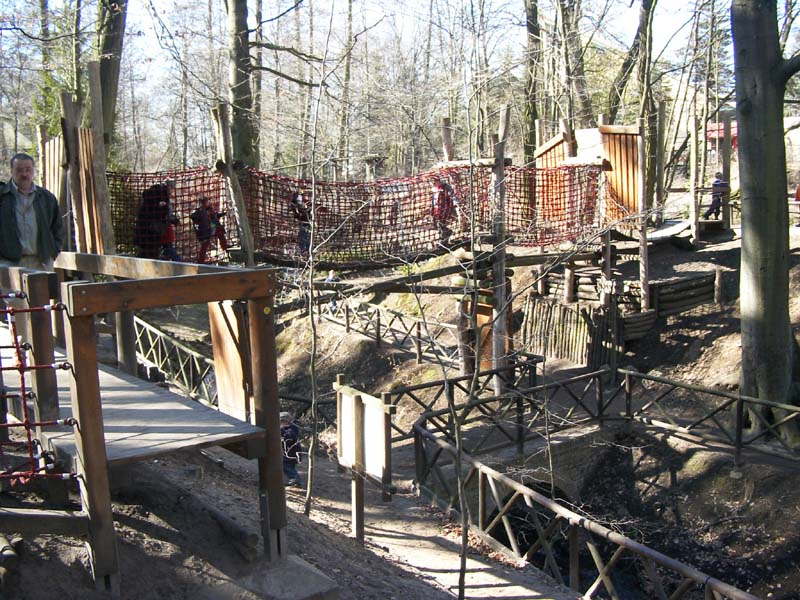
Parco giochi